# Васильєвка (Чаїнський район)
Васи́льєвка (рос. Васильевка) — село у складі Чаїнського району Томської області, Росія. Входить до складу Коломінського сільського поселення.

## Населення
Населення — 35 осіб (2010; 59 у 2002).
Національний склад (станом на 2002 рік):
- росіяни — 93 %